# Kepler-61b
Kepler-61b es un exoplaneta descubierto en 2012 por el Telescopio Espacial Kepler. Por sus características, es probablemente un «mesoplaneta» (según la clasificación térmica de habitabilidad planetaria del PHL) de tipo minineptuno.

## Características
La estrella a la que orbita el planeta, Kepler-61, es una enana naranja tipo K7V, con un radio de 0,62 R☉ y una masa de 0,64 M☉. Por su parte, el exoplaneta cuenta con una masa de 13,85 M⊕ y un radio de 2,15 R⊕, ambos muy por encima del límite que los expertos establecen para separar los cuerpos telúricos de los gigantes gaseosos, por lo que la probabilidad de que sea un minineptuno es muy alta.
La característica más destacable de Kepler-61b es su órbita, muy excéntrica para un cuerpo situado tan próximo a su estrella. Como consecuencia, el planeta pasa de una posición cercana al centro de la zona habitable de Kepler-61 durante su apoastro (0,337 UA), a una más allá del límite interno de la zona de habitabilidad durante el periastro (0,203 UA). Su temperatura media superficial, estimada en unos cálidos 40,85 °C (frente a los 15 °C de la Tierra y siendo por tanto un mesoplaneta), varía sensiblemente entre ambos extremos, pudiendo registrar temperaturas inferiores a las terrestres durante el apoastro y próximas a los 50 °C durante el periastro. En cualquier caso, el límite de anclaje por marea de Kepler-61 se encuentra a 0,3915 UA de la estrella, por lo que a no ser que el planeta presente un fenómeno similar al de Mercurio (que mediante un proceso de resonancia orbital consigue romper el acoplamiento), contará con un hemisferio diurno y otro nocturno, sin ciclos de noche y día.

## Habitabilidad
Con un Índice de Similitud con la Tierra del 73 %, Kepler-61b pertenece al catálogo de exoplanetas potencialmente habitables, dada su posición estacional en la zona habitable durante parte de su año (estimado en unos 60 días). Sin embargo, dado que probablemente es un minineptuno, la posibilidad de que haya vida sobre el planeta es muy baja, aunque puede que cuente con satélites en los que sí podría darse la vida si las circunstancias son propicias.